# Praomys rostratus
Praomys rostratus és una espècie de mamífer rosegador de la família dels múrids. Viu a altituds de fins a 1.300-1.400 msnm a Costa d'Ivori, Ghana, Guinea, Guinea Bissau, Libèria i el Senegal. El seu hàbitat natural són els boscos de plana i els boscos montans. És una espècie en risc mínim, és a dir, no sembla que hi hagi cap amenaça significativa per a la seva supervivència. El seu nom específic, rostratus, significa 'morrut' en llatí.